# Джейсон Демерс
Джейсон Демерс (англ. Jason Demers; 9 червня 1988, Дорваль, провінція Квебек) — канадський хокеїст, що грав на позиції захисника. Грав за збірну команду Канади.

## Ігрова кар'єра
Джейсон розпочав свою кар'єру гравця в Головній юніорській хокейній лізі Квебеку, виступав у 2004–2008 роках за клуби «Монктон Вайлдкетс» та «Вікторіявіль Тайгерс», останній сезон став найуспішнишим — 67 матчів в регулярному чемпіонаті (набрав 64 очки: 9 + 55) та провів 6 матчів в плей-оф, набрав 6 очок (1 + 5). У Драфті НХЛ 2008 року був обраний у 7-му раунді під 186-им номером клубом НХЛ «Сан-Хосе Шаркс».
Сезон 2008/09 років розпочав у фарм-клубі «Сан-Хосе Шаркс» в Американській хокейній лізі «Вустер Шаркс», набрав 33 очки в 78 матчах, також відіграв 12 матчів в плей-оф. Демерс дебютував в НХЛ 1 жовтня 2009 в матчі проти Колорадо Аваланш. Своє перше очко заробив у другому матчі сезону 3 жовтня в матчі проти Анагайм Дакс, зробивши гольову передачу на Бенна Феррєро. Свій перший гол в НХЛ закинув 15 листопада в матчі проти «Чикаго Блекгокс», які захищав Крістобаль Юе.
30 січня 2010 року захисник відіграв повний матч. В матчі проти «Міннесота Вайлд» Джейсон зробив дубль, закинувши 2 шайби у ворота Джоша Гардінга.
Свою першу шайбу в серії плей-оф Демерс закинув в матчі проти «Чикаго Блекгокс» 16 травня 2010 року.
У 2012 році брав участь у Кубку Шпенглера в Давосі, (Швейцарія), де став переможцем у складі збірної Канади.
28 березня 2013 року в матчі проти Детройт Ред-Вінгс (перемога 2:0), захисник отримав травму голови і був замінений на Брента Бернса.
21 листопада 2014 року перейшов до клубу «Даллас Старс».
2 липня 2016 року, як вільний агент перейшов до команди «Флорида Пантерс».
17 вересня 2017 року Джейсона обміняли на гравця клубу Аризона Койотс.
Сезон 2021–22 канадець провів у складі російськогшо клубу «Ак Барс». Після завершення конт ракту повернувся на батьківщину, де уклав угоду з командою «Едмонтон Ойлерз».
У складі збірної Канади був учасником зимових Олімпійських ігр 2022.

## Досягнення
- Переможець Кубку Шпенглера у складі збірної Канади — 2012.